# 9392 Cavaillon
9392 Cavaillon este o planetă minoră (asteroid) din centura de asteroizi. A fost descoperită pe 10 august 1994 la Observatorul European Austral de Eric Walter Elst și a fost numită după Cavaillon. 
Obiectul prezintă o orbită caracterizată de o semiaxă mare de 2,4430882 UAi, o excentricitate de 0,13, o înclinație de 6,47658 ° în raport cu ecliptica.